# Sheriff (группа)
Sheriff (рус. шериф) — канадская рок-группа, образовавшаяся в 1979 году в Торонто, получившая известность в начале 1980-х благодаря своему хиту «When I'm with You».

## История
Группа образовалась в 1979 году в Торонто и состояла из вокалиста Фредди Кёрси, гитариста Стива Демарчи, клавишника Арнольда Лэнни, басиста Вольфа Хассела и барабанщика Роба Эллиотта.
Благодаря своим клубным выступлениям, группа привлекла внимание лейбла Capital Records. В 1982 году на Capitol вышел их первый и единственный альбом, получивший название группы. Этот альбом содержал два хита группы: «You Remind Me», попавший в Топ-40 канадского чарта синглов, и самую известную их песню «When I'm with You», попавшую в 1983 году на 8 место канадского чарта и 61 место в чарте США.
В 1985 году группа распалась в связи с напряжёнными отношениями между участниками. Лэнни и Хассел основали группу Frozen Ghost, выпустившую несколько песен, ставших хитами в канадских чартах, наибольшим успехом из которых пользовалась песня «Should I See», занявшая 69 место в чарте США и ставшая единственным их хитом в США.
Через шесть лет после своего первоначального релиза, «When I'm with You» снова стала хитом благодаря Джею Тейлору - диджею из Лас-Вегаса. Эта песня была одной из его любимых и поэтому он часто ставил её в своей передаче. Также, часто песню начал ставить диджей Денверской радиостанции KRXY Гейб Баптист. Торговый представитель Capitol Records в Денвере Рэнди Робинс, узнав об успехе песни среди слушателей и о том, что копии альбома и сингла давно не печатаются, предложил боссам переиздать их. В январе 1989 года альбом был переиздан в США. Несмотря на отсутствие клипа, в феврале 1989 года «When I'm with You» попала на вершины чартов Billboard Hot 100 и Billboard Adult Contemporary.
Кёрси и Демарчи сделали несколько попыток возродить Sheriff, но реюнион так и не состоялся. Тогда Кёрси и Демарчи объединились с бывшими участниками Heart Роджером Фишером, Стивом Фоссеном и Майком Дерозьером, и основали группу Alias. Наибольшего успеха Alias добились двумя синглами «Waiting for Love» и «More Than Words Can Say», последний занял вершину канадского чарта и попал на 2 строчку в американском. Выпустив один альбом в 1990 году, в через год группа распалась.
Тем временем, Лэнни и Хассел продолжали играть в Frozen Ghost до распада группы в 1993 году.

## Состав группы
- Фредди Кёрси — вокал
- Стив Демарчи — гитара
- Вольф Хассел — бас-гитара
- Роб Эллиотт — ударные
- Арнольд Лэнни — клавишные

## Дискография
- Sheriff (1982)